# Пастухов Володимир Павлович
Володимир Павлович Пастухов (нар. 25 листопада 1936, Немерче — пом. 18 травня 2007) — український правознавець, кандидат юридичних наук з 1970, професор з 1992 року, заслужений юрист України з 1996 року.

## Біографія
Народився 25 листопада 1936 року в селі Немерчому (тепер Могилів-Подільський район Вінницької області, Україна). 1965 року закінчив юридичний факультет Київського університету; 1970 року — аспірантуру. Працював на кафедрі процесуального права юридичного факультету: асистент, старший викладач, доцент. 
У 1973—1977 роках — доцент Київського інституту фізичної культури. З 1987 року — завідувач кафедри правознавства Київського педагогічного інституту. З 2001 року — завідувач кафедри трудового, земельного та екологічного права Академії адвокатури України.
Помер 18 травня 2007 року.

## Наукова діяльність
Проводив дослідження в галузі трудового права, цивільного процесу, теорії держави і права, конституційного права, правових проблем виховання і навчання школярів і студентів. Серед праць:
- «Виконання судових рішень в Українській РСР (історико-правовий нарис)» (1973);
- «Правове регулювання праці викладачів вищої школи» (1981);
- «Правовий статус іноземців в СРСР» (1987);
- «Радянське трудове право» (1989);
- «Управління трудовим процесом в школі: правове регулювання» (1993);
- «Теорія держави і права» (1997, у співавторстві);
- «Основи конституційного права України» (1997, у співавторстві).